# Апостольська нунціатура в Іспанії
Апостольський нунцій у Королівстві Іспанія – дипломатичний представник Святого Престолу в Іспанії. Цей дипломатичний пост займає церковно-дипломатичний представник Ватикану в ранзі посла. Як правило, в Іспанії апостольський нунцій є дуайєном дипломатичного корпусу. Апостольська нунціатура в Іспанії була заснована на постійній основі у 1528. Її штаб-квартира знаходиться в Мадриді.
В даний час Апостольським нунцієм в Іспанії є архієпископ Бернардіто Клеопас Ауса, призначений Папою Франциском 1 жовтня 2019.

## Історія
Апостольська нунціатура в Іспанії, як постійна нунціатура, заснована в 1528.
У XVII столітті і особливо в першій половині XVIII століття, велика частина апостольських нунцій в Іспанії вибиралася з числа духовенства країн, які були схильні до іспанського панування, такі як Неаполітанське королівство і Міланське герцогство. Чезаре Монті та Джузеппе Аркінто пізніше стали архієпископами Мілана та кардиналами.
Апостольські нунції в Іспанії, особливо в XVII столітті, завжди відігравали важливу роль у політиці. Двоє з них були обрані на папський престол - Інокентій X та Климент IX.